# NGC 5350
NGC 5350 is een balkspiraalstelsel in het sterrenbeeld Jachthonden. Het hemelobject werd op 14 januari 1788 ontdekt door de Duits-Britse astronoom William Herschel.
NGC 5350 ligt  nabij de ster HD 121197 (magnitude 6,5).

## Synoniemen
- UGC 8810
- IRAS 13512+4036
- MCG 7-29-9
- KUG 1351+406
- MK 1485
- ZWG 219.17
- HCG 68C
- PGC 49347